# 통합 마케팅 커뮤니케이션
통합 마케팅 커뮤니케이션(integrated marketing communications)이란 외부 환경과 소비자 데이터에 입각하여 타겟・오디엔스에 대해 브랜드를 통합적인 메시지로 콘택트시켜 납득 받는 토털 마케팅 시스템이다.

## 개요
노스웨스턴 대학의 슐츠(Don E. Schullz)교수는 「IMC는 소비자와 브랜드나 기업과의 모든 접점을 메시지전달 채널로 생각해, 타겟의 구매행동에 직접 영향을 주는 것을 목적으로 한다. ・・・소비자로부터 출발하여 온갖 수단을 구사하여 설득력있는 커뮤니케이션을 실천하는 프로세스이다.」라고 정의를 내리고 있다.
- IMC는 미디어믹스의 새로운 수단이라고 좁게 생각하는 경우도 있어 광고거래의 방법이나 조직변혁까지 포함한 넓은 개념으로 넓게 파악하는 경우도 있다.
- IMC의 키워드 : 4C , 아웃사이더・인 , 콘택트・매니지먼트(콘택트・포인트 , 터치・포인트) , 콘슈머・인사이드 , 오케스트레이션 , 브랜드・에퀴티 , 브랜드・네트워크

## IMC플래닝 모델
슐츠 등의 IMC플래닝 모델을 소개하면 다음과 같다.
1. 소비자로부터 시작하기 때문에 소비자의 데이터베이스를 작성한다.
2. 데이터 베이스는 타겟 별로 시장 세분화를 한다.
3. 다음으로 소비자에게 메시지를 전달할 시기 , 장소 , 방법에 입각한 콘택트・매니지먼트를 한다.
4. 그리고 커뮤니케이션 목표와 전략을 세운다.
5. 브랜드・자산을 정의하고 동시에 브랜드・네트워크를 작성한다.
6. 마케팅 목표를 명확히 하고, 마케팅 믹스의 툴을 검토한다.
7. 채널・커뮤니케이션과 비용, 특히 ROI분석을 하여, 마케팅・커뮤니케이션 전략으로써, 광고 , 판매촉진 , PR . 퍼블리시티 , DM을 기획하여 실행한다.

## 참고
1. ↑  시미즈 코우이치「공생 마케팅 전략론」창성사、p. 66
2. ↑  Don E. Schullz, Stanley I. Tannenbaum, Robert F. Lauterborn(1993)“Integrated Marketing Communications,”NTC Business Books,a division　of NTC Publishing Group.

## 참고 문헌
1. Don E. Schullz, Stanley I. Tannenbaum, Robert F. Lauterborn(1993)“Integrated Marketing Communications,”NTC Business Books,a division　of NTC Publishing Group.
2. Larry Percy(1997)“Strategies for Implementing Integrated Marketing Communications,”American Marketing Association, NTC Business Books.